# Catharia simplonialis
Catharia simplonialis is een vlinder uit de familie grasmotten (Crambidae). De wetenschappelijke naam is voor het eerst geldig gepubliceerd in 1851 door Heydenreich.
De soort komt voor in Europa.